# Otto Constantin
Otto Maximilian Constantin (* 26. Februar 1883 in Berlin; † 25. Januar 1928 ebenda) war ein deutscher Verwaltungsjurist.

## Leben
Constantin studierte an der Eberhard Karls Universität Tübingen Rechtswissenschaft und wurde zum Dr. jur. promoviert. Mit Paul Friedrich Scheel und Bruno Claußen II renoncierte er im Corps Franconia Tübingen. Recipiert wurde er am 25. November 1903. Im Sommersemester 1904 bewährte er sich als Senior. „Er war dem Corps nicht durch Familienbeziehungen verbunden und hat es doch wie selten einer verstanden, in der stolzen Vergangenheit unseres Corps die Ziele für die Corpspolitik der Gegenwart zu finden. Mit glühender Liebe hing er an seinem Corps und setzte sich als Aktiver, wie auch in späteren Jahren – bis zuletzt – stets mit seiner ganzen Persönlichkeit ein für das, was nach seiner Überzeugung für Franconias Politik das Richtige war, wenn er dabei auch gelegentlich maßgeblichen Corpsbrüdern und herrschenden Mehrheiten entgegentreten mußte.“
Nachdem er im Garde-Jäger-Bataillon am Ersten Weltkrieg teilgenommen hatte, trat er in die innere Verwaltung Preußens. Er war Regierungsrat beim Oberpräsidium der Ostpreußens. Er wurde im November 1918 (zur Zeit der Novemberrevolution) kommissarisch und im August 1919 endgültig zum Landrat im Kreis Labiau bestellt. 1919 bis 1921 war er für den Wahlkreis Königsberg 11 (Labiau) und die DNVP Mitglied im Provinziallandtag der Provinz Ostpreußen.
„Er hing mit ganzer Seele an dem alten Preußen und hat aus seiner Überzeugung niemals ein Hehl gemacht, auch nicht in Zeiten, wo es manchem unzweckmäßig erscheinen mochte. So wurde er denn auf Grund übler Treibereien nach dem Kapp-Putsch von der damaligen preußischen Regierung seines Amtes als Landrat enthoben. Das Vertrauen der preußischen Landräte berief ihn darauf [1921] zum Geschäftsführer des neugegründeten Verbandes der preußischen Landkreise.“ Der Verband gewann unter seiner Leitung binnen weniger Jahre enorme Bedeutung und entwickelte sich zum Deutschen Landkreistag. Constantin musste das Amt 1926 aus gesundheitlichen Gründen aufgeben und starb kurz vor seinem 45. Geburtstag.

## Werke
- mit Erwin Stein (Hg.): Monographien deutscher Landkreise. Deutscher Kommunal-Verlag, Berlin-Friedenau 1926.